# George Michelakis
George Michelakis (* 21. August 1972) ist ein südafrikanischer Schachspieler griechischer Herkunft, der bis 1992 für Australien spielte. Er trägt seit 1995 den Titel Internationaler Meister.
Er nahm an der Juniorenweltmeisterschaft U20 1992 in Buenos Aires teil, wo er den dritten Platz belegte, 1993 gewann er die offene Meisterschaft der Provinz Natal.
Mit der südafrikanischen Mannschaft nahm er an den Schacholympiaden 1996 (in Jerewan, am ersten Brett) und 2004 (in Calvià, am zweiten Brett) und der afrikanischen Mannschaftsmeisterschaft 1993 in Kairo teil.
Michelakis hat in der britischen Four Nations Chess League (4NCL) in der Saison 2003/04 für Betsson.com in der höchsten Spielklasse, der Division 1 gespielt, ebenso hat er im griechischen Ligabetrieb in der 1. Liga teilgenommen.
Seine Elo-Zahl beträgt 2425 (Stand: Dezember 2024), damit würde er vor Henry Robert Steel die südafrikanische Elo-Rangliste anführen. Er wird jedoch als inaktiv geführt, da er seit der griechischen Mannschaftsmeisterschaft 2005 keine gewertete Partie mehr gespielt hat. Seine bisher höchste Elo-Zahl war 2438 von Juli bis Dezember 2004.